# São Lourenço (Cabo Verde)
São Lourenço (Crioulo cabo-verdiano, ALUPEC: San Lurensu ou -Lourensu) é uma aldeia do município de São Filipe na norte da ilha do Fogo, em Cabo Verde.

## Vilas próximas ou limítrofes
- Coxo, este
- Lomba, sul
- São Filipe, sul
- Santo António, oeste